# Beige

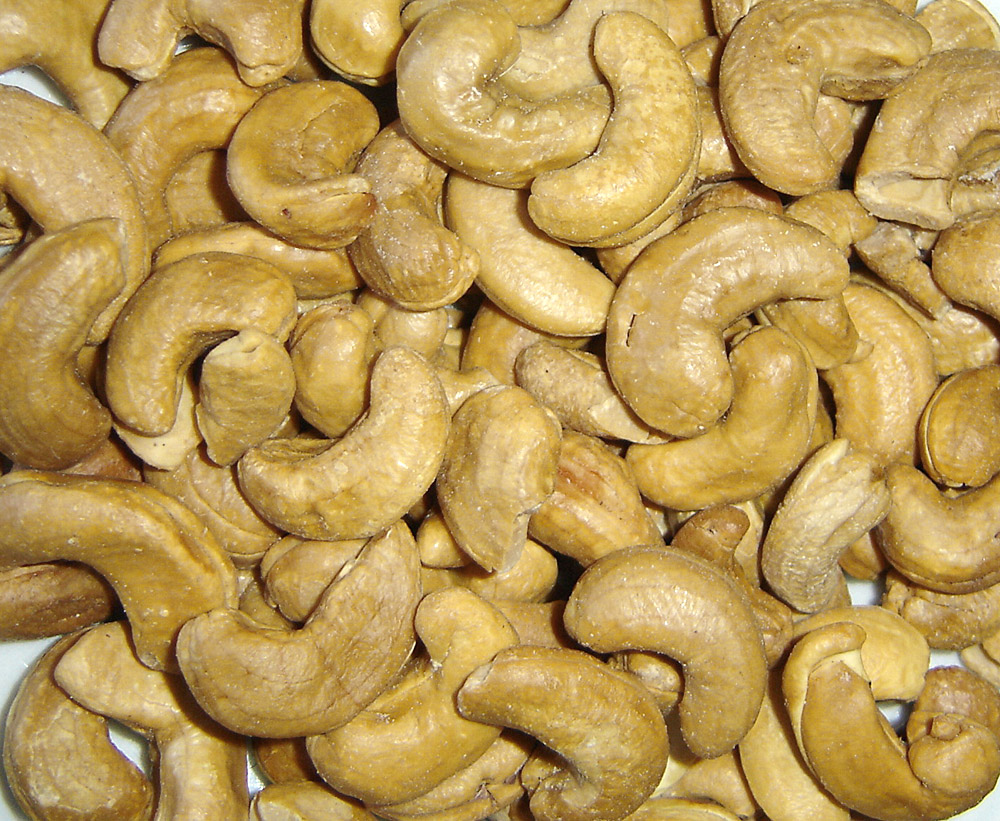
Cashewnötter

Beige ([bæːʂ], [bɛːɕ] eller [bεːɧ]) är en ljus gul- och gråaktig färg.
Termen kommer ursprungligen från beige kläde[källa behövs], ett ofärgat ulltyg. Det har därefter kommit att användas för en rad ljusa färgskalor och är ofta använt för att beteckna ljust bruna färger.
”Beige” används ibland som symbol eller metafor för tråkighet och allmän likgiltighet. Jämför här den beige kunden i TV-serien Macken. Någon färg med namnet beige finns inte bland de ursprungliga HTML-färgerna eller webbfärgerna (X11). I andra källor ges beige färgkoordinaterna i boxen härintill.